# Euphaedra lulua
Euphaedra lulua är en fjärilsart som beskrevs av Jacques Hecq 1977. Euphaedra lulua ingår i släktet Euphaedra och familjen praktfjärilar. Inga underarter finns listade i Catalogue of Life.